# Monte Vaughan
Il Monte Vaughan (in lingua inglese: Mount Vaughan) è un imponente picco roccioso antartico alto 3.140 m, situato 6 km a sud-sudovest del Monte Griffith, sulla dorsale alla testata del Ghiacciaio Vaughan. È posizionato nelle Hays Mountains, catena montuosa che fa parte dei Monti della Regina Maud, in Antartide. 
Il monte fu scoperto nel 1929 dal gruppo guidato dal geologo Laurence McKinley Gould (1896-1995) che faceva parte della prima spedizione antartica dell'esploratore polare americano Richard Evelyn Byrd.
La denominazione è stata assegnata, assieme a quella del Ghiacciaio Vaughan, in onore di Norman Dane Vaughan (1905–2005), conduttore di cani da slitta della squadra che aveva esplorato le montagne di questa zona. Le mappe della prima spedizione Byrd (1928-30) avevano assegnato il nome Monte Vaughan alla porzione meridionale del Monte Goodale, ma l'Advisory Committee on Antarctic Names (US-ACAN) nel 1952 ha modificato l'assegnazione originaria applicando la denominazione a questo picco più importante situato 24 km a sudest.
Norman Vaughan salì per la prima volta sulla vetta della montagna il 16 dicembre 1994, tre giorni prima del suo 89 compleanno.